# ولجة الوليدية
ولجة الوليدية هي منطقة طبيعية ساحلية رطبة منخفضة تمتد على الواجهة الأطنتية الوسطى للمغرب على مساحة 150 كلم، وتعتبر موقعا غنيا بالتنوع البيئي والاقتصادي، خاصة النشاط الفلاحي والسياحي.

## الموقع
ينتمي هور الوليدية إداريا إلى إقليمي سيدي بنور والجديدة من جهة الشمال ضمن جهة الدار البيضاء سطات، وينتمي من جهة الجنوب إلى إقليم أسفي، ويمتد على 9 جماعات ساحلية. 

## معرض الصور

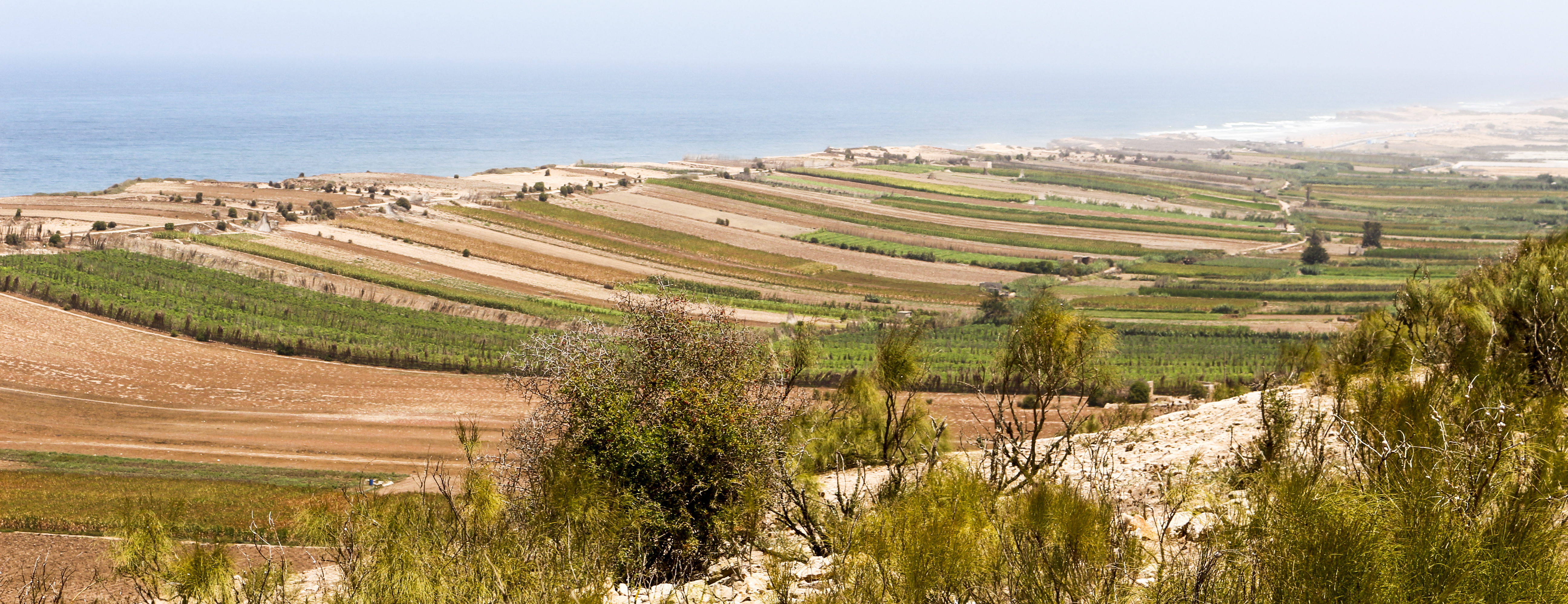
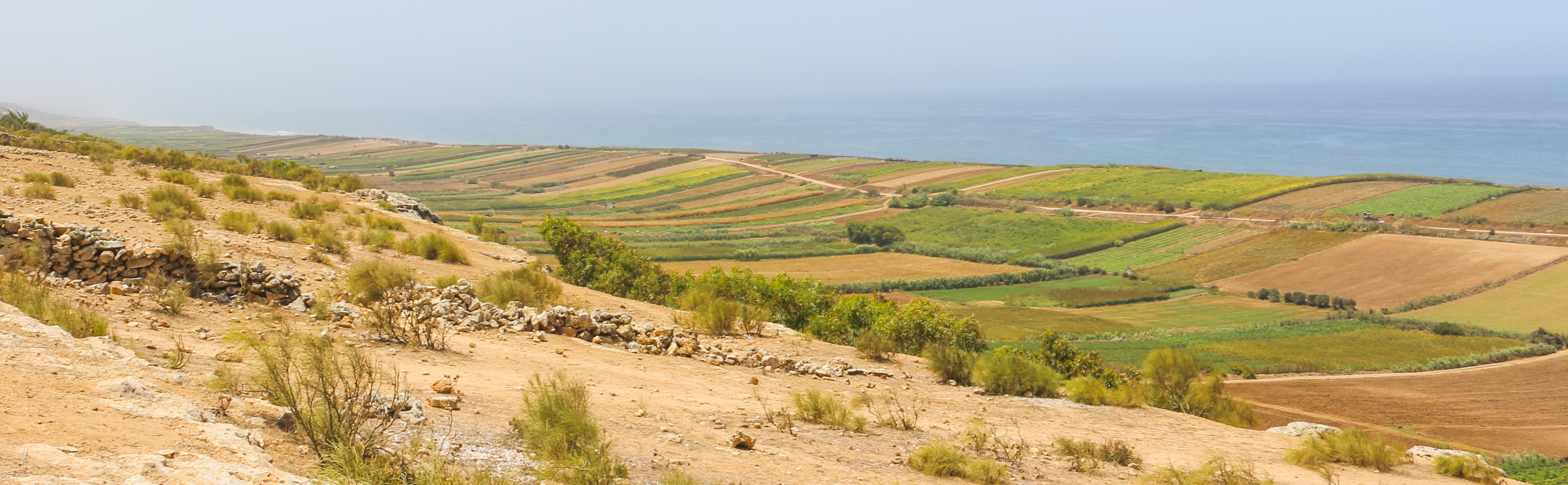
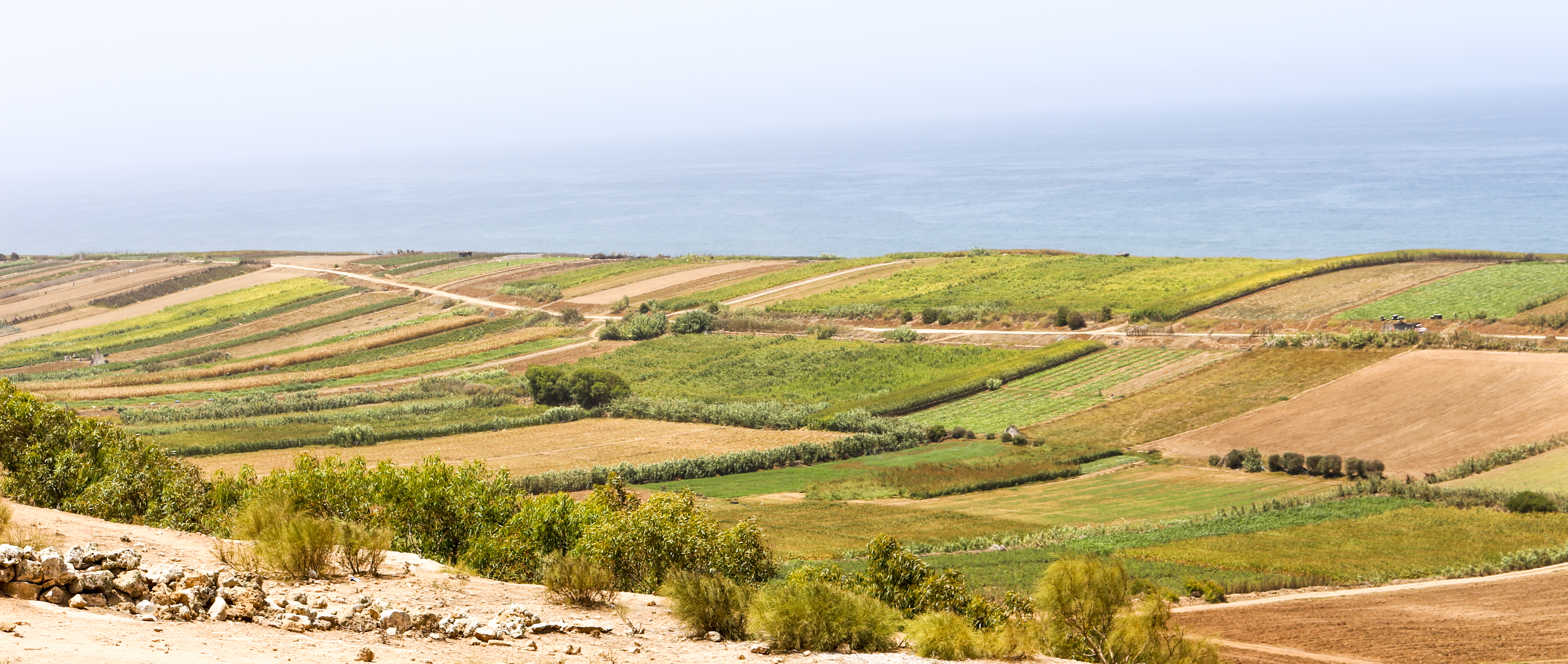
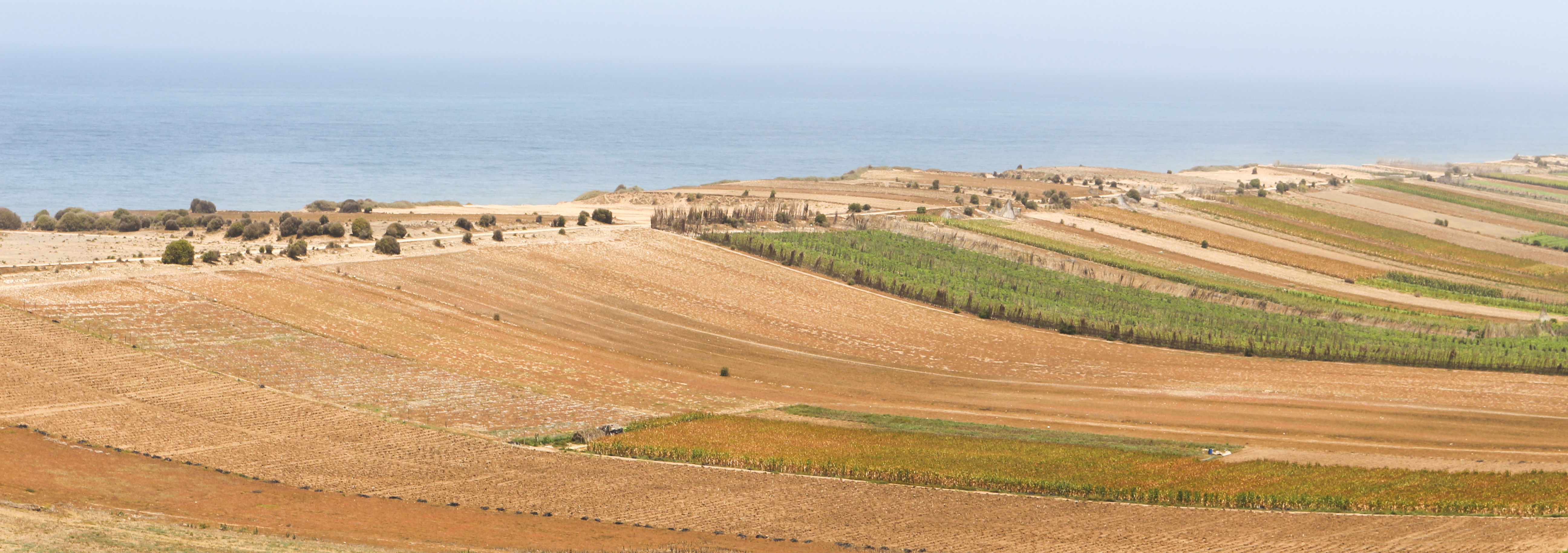

## قائمة المراجع
1. 1 2  "ساحل دكالة | PDF". Scribd (بالإنجليزية). Retrieved 2025-01-20.